# Munther Abu Amarah
Munther Omar Abu Amarah (Zarqa, 1992. április 24. –) palesztin származású jordániai válogatott labdarúgó, az Al-Wahdat csatára.

## Pályafutása

### Klubcsapatokban
A jordániai és a kuvaiti bajnokságban játszott.

### A Válogatottban
Első nemzetközi mérkőzését a jordán válogatottban 2011. december 14-én Dohában játszotta a szudáni válogatott ellen. Részt vett a 2015-ös Ázsia-kupán.

## Statisztika

### A válogatottban
Frissítve: 2017. december 9.
| Válogatott | Év       | Mérk. | Gólok |
| ---------- | -------- | ----- | ----- |
| Jordánia   | 2011     | 4     | 0     |
| Jordánia   | 2013     | 3     | 0     |
| Jordánia   | 2014     | 7     | 0     |
| Jordánia   | 2015     | 12    | 1     |
| Jordánia   | 2016     | 7     | 1     |
| Jordánia   | 2017     | 8     | 2     |
| Jordánia   | 2018     | 2     | 1     |
| Összesen   | Összesen | 43    | 5     |